# Torenia
Genre
Classification APG III (2009)
Torenia est un genre de plantes à fleurs de la famille des Linderniaceae (en classification phylogénétique APG III (2009)). 
Le nom du genre a été donné par Linné en hommage au pasteur et botaniste suédois Olof Torén (1718-1753).

## Liste d'espèces
- Torenia asiatica L.
- Torenia benthamiana Hance
- Torenia baillonii
- Torenia concolor
- Torenia fournieri Linden ex E.Fourn.
- Torenia glabra Osbeck
- Torenia polygonoides
- Torenia vagans